# Bahnhof Gōtokuji
Der Bahnhof Gōtokuji (jap. 豪徳寺駅, Gōtokuji-eki) ist ein Bahnhof in der japanischen Hauptstadt Tokio. Er befindet sich im Bezirk Setagaya und wird von der Bahngesellschaft Odakyū Dentetsu betrieben.

## Zugangebot
Gōtokuji ist ein Zwischenbahnhof an der Odakyū Odawara-Linie von Shinjuku nach Odawara, die von der Bahngesellschaft Odakyū Dentetsu betrieben wird. Tagsüber wird er von Nahverkehrszügen im Zehn-Minuten-Takt bedient, die üblicherweise Shinjuku mit Hon-Atsugi verbinden. Während der Hauptverkehrszeit halten hier bis zu 16 Züge je Stunde. Diese zusätzlichen Verbindungen betreffen zum Teil Eilzüge, die entgegengesetzt zur Lastrichtung in Yoyogi-Uehara von und zur Chiyoda-Linie der U-Bahn Tokio durchgebunden werden. Unmittelbar nebenan befindet sich die Straßenbahnhaltestelle Yamashita der Setagaya-Linie von Tōkyū Dentetsu, Buslinien verkehren hier keine.

## Anlage
Der Bahnhof steht im Norden des zum Bezirk Setagaya gehörenden Stadtteils Gōtokuji. In der Nähe befindet sich der buddhistische Tempel Gōtoku-ji, nach dem beide benannt sind. Die Anlage ist von Osten nach Westen ausgerichtet und besitzt vier Gleise auf einem Viadukt. Die beiden inneren Gleise werden ausschließlich von durchfahrenden Zügen genutzt, die äußeren liegen an zwei vollständig überdachten und leicht gekrümmten Seitenbahnsteigen. Der Zugang erfolgt durch den Eingangsbereich in der darunter liegenden Straßenunterführung. Die Setagaya-Linie unterquert den Viadukt unmittelbar westlich davon, ihre Züge halten nördlich des daran anschließenden höhengleichen Bahnübergangs.
Im Fiskaljahr 2019 nutzten durchschnittlich 28.656 Fahrgäste täglich den Bahnhof.

## Bilder

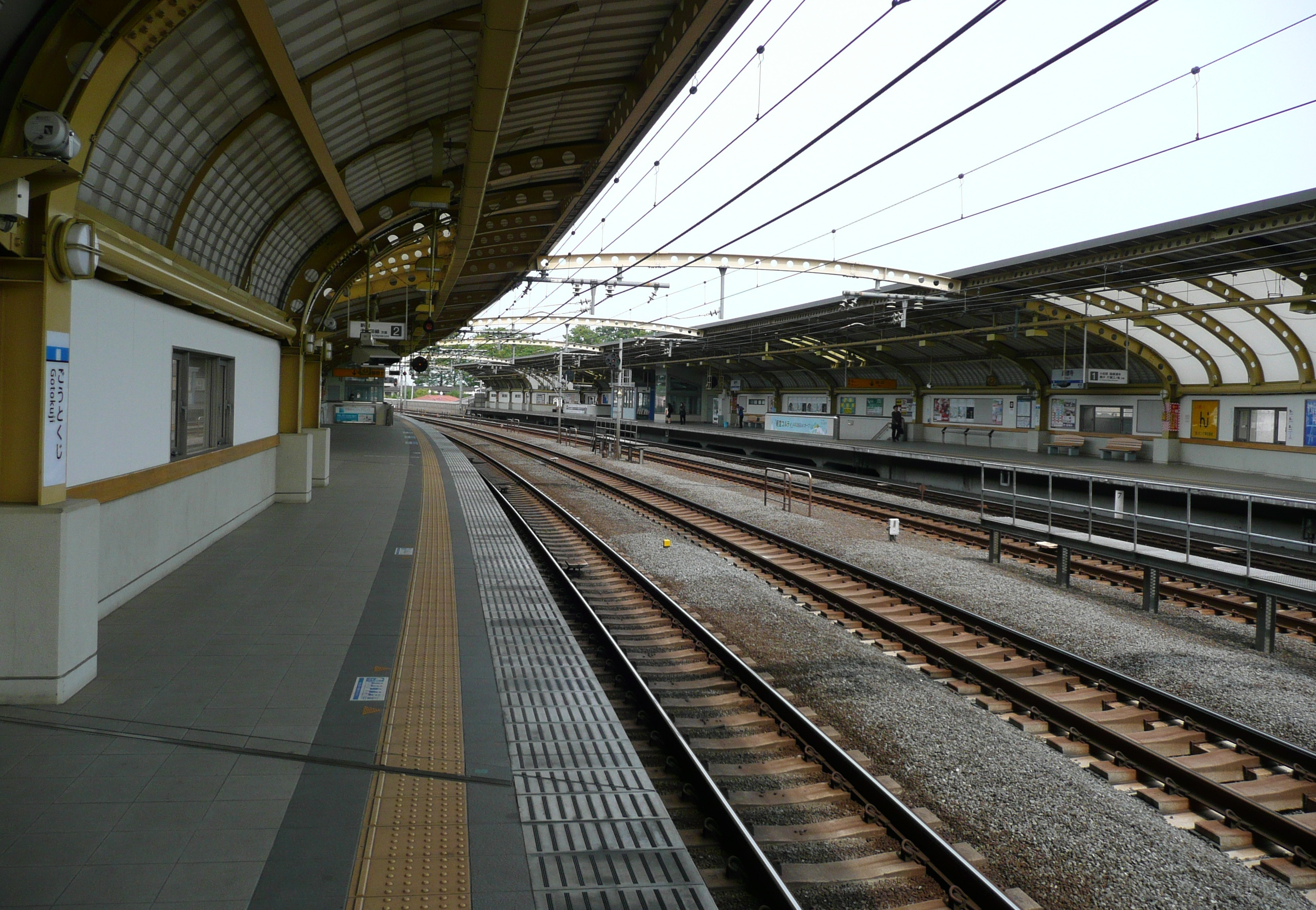
Blick auf die Bahnsteige
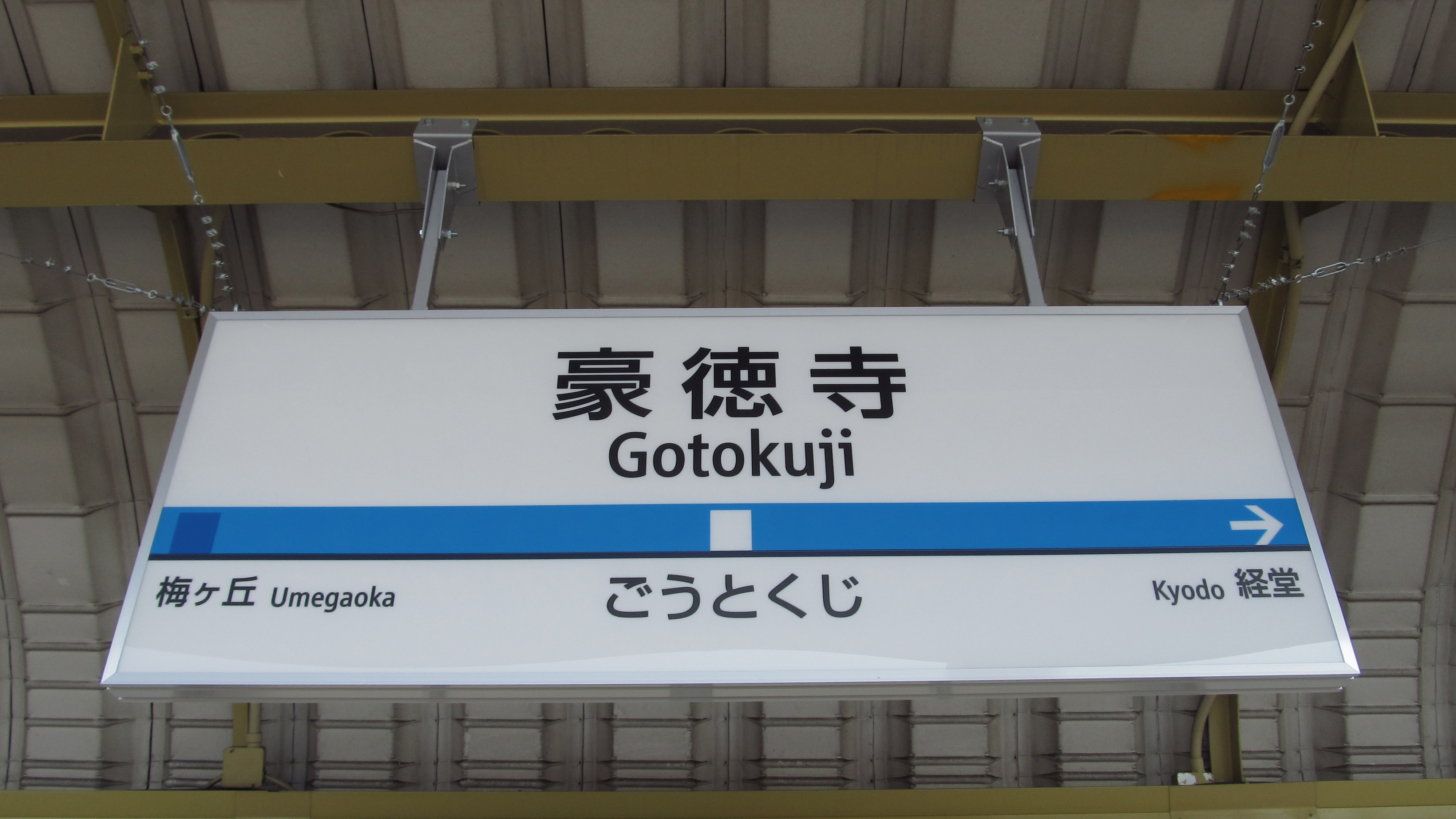
Bahnhofschild
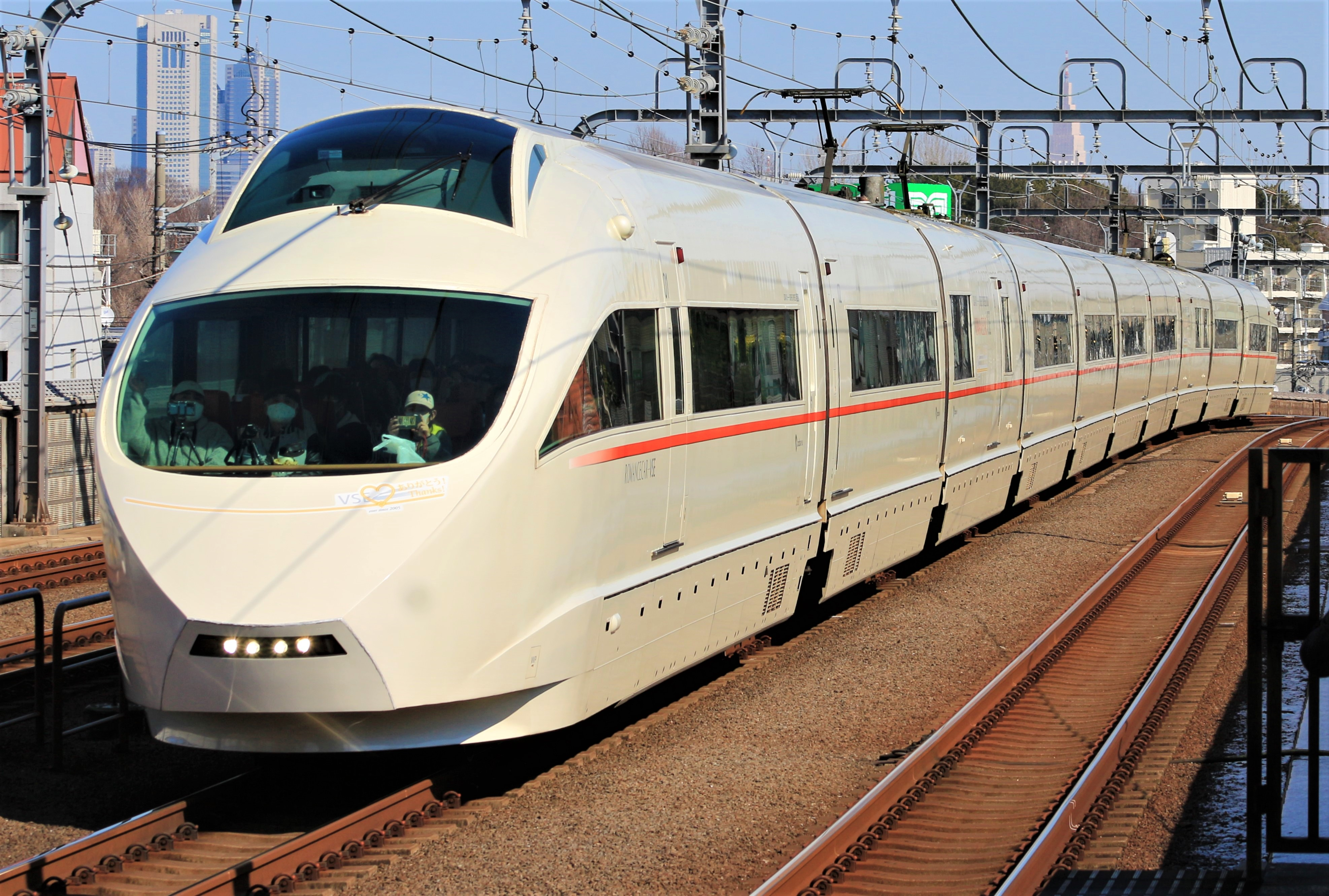
Triebzug der Baureihe 5000

## Gleise
| 1 | ▉ Odakyū Odawara-Linie | Odawara • Katase-Enoshima • Karakida |
| 2 | ▉ Odakyū Odawara-Linie | Yoyogi-Uehara • Shinjuku             |

## Linien
| Verlauf der Odakyū Odawara-Linie |
| --- |
| Shinjuku • Minami-Shinjuku • Sangūbashi • Yoyogi-Hachiman • Yoyogi-Uehara • Higashi-Kitazawa • Shimo-Kitazawa • Setagaya-Daita • Umegaoka • Gōtokuji • Kyōdō • Chitose-Funabashi • Soshigaya-Ōkura • Seijōgakuen-mae • Kitami • Komae • Izumi-Tamagawa • Noborito • Mukōgaoka-Yūen • Ikuta • Yomiuriland-mae • Yurigaoka • Shin-Yurigaoka • Kakio • Tsurukawa • Tamagawagakuen-mae • Machida • Sagami-Ōno • Odakyū-Sagamihara • Sōbudai-mae • Zama • Ebina • Atsugi • Hon-Atsugi • Aikō-Ishida • Isehara • Tsurumaki-Onsen • Tōkaidaigaku-mae • Hadano • Shibusawa • Shin-Matsuda • Kaisei • Kayama • Tomizu • Hotaruda • Ashigara • Odawara |

## Geschichte
Die Bahngesellschaft Odawara Kyūkō Tetsudō (heutige Odakyū Dentetsu) eröffnete den Bahnhof am 1. April 1927, zusammen mit der gesamten Odakyū Odawara-Linie zwischen Shinjuku und Odawara. Jahrzehntelang lag Gōtokuji auf einem Bahndamm mit zwei Gleisen. Im Rahmen des viergleisigen Ausbaus der Odawara-Linie ersetzte man den Damm durch einen Viadukt, der am 24. Oktober 2004 zwischen den Bahnhöfen Umegaoka und Kyōdō in Betrieb ging.